# بي إم-21 غراد

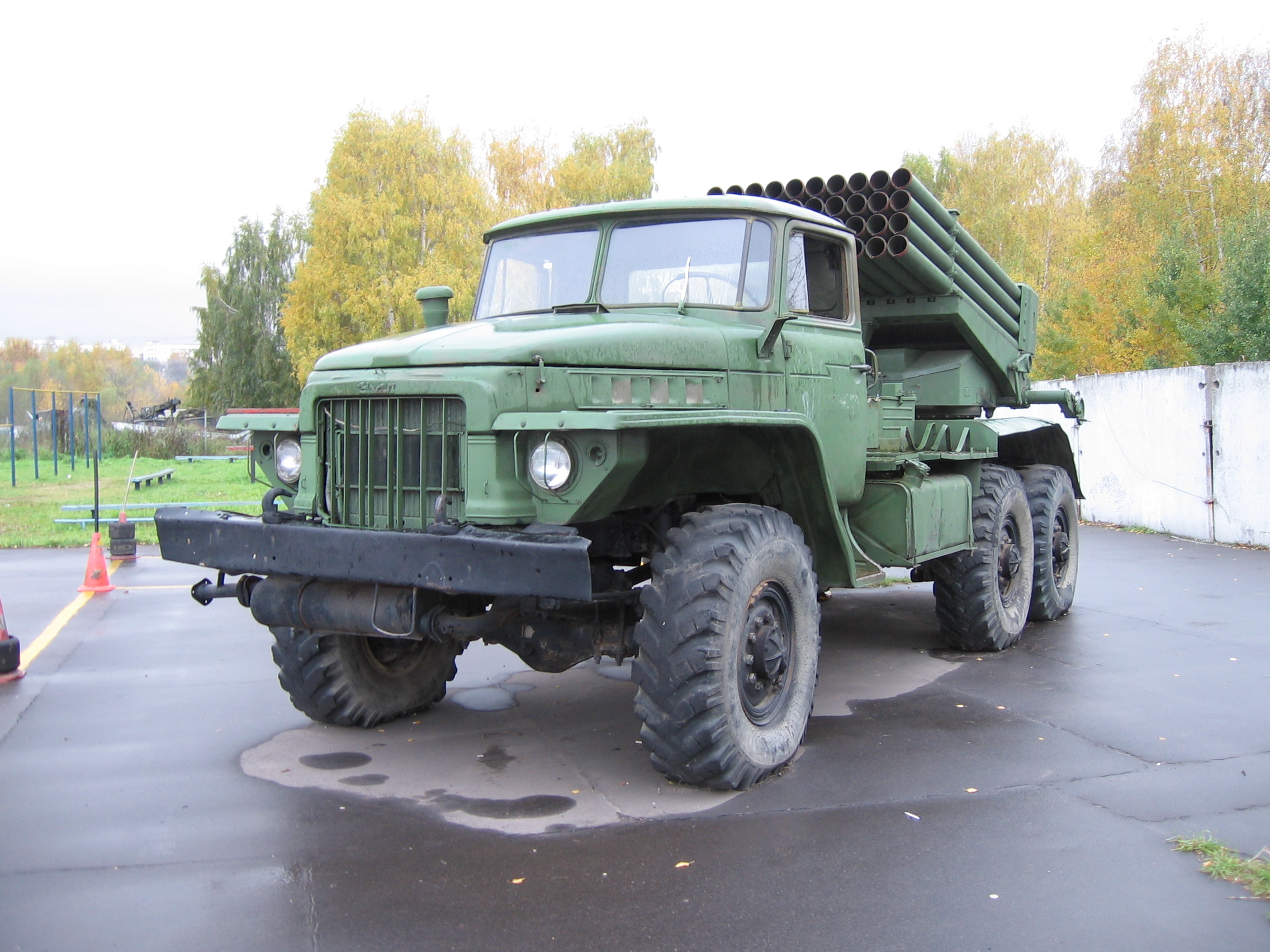
صواريخ جراد في العاصمة الروسية موسكو

يعتبر صاروخ غراد (BM-21) من أكثر الصواريخ المستخدمة عسكريا في الحروب والنزاعات الإقليمية، نظرا لمداه القصير ولفعاليته التدميرية، وخاصة لسعره غير المرتفع، مقارنة بالأسلحة المتطورة الأخرى التي تواجهه.
ويشتق صاروخ «غراد» من التطوير المتواصل الذي جرى على قاذفة صواريخ كاتيوشا الشهيرة والذي ينطلق من على منصة تحمل أربعين أسطوانات، وهي المنصة الشهيرة باسم «أرغن ستالين» والمحمولة على عربة خاصة مدرعة (مجهزة بزجاج واق من الدخان الكثيف الذي ينبعث من غبار الطلقات والصحارى ومن دخان دوي انفجار الصواريخ عند إطلاقها)، والتي تملكها بعض الجيوش والمنظمات العسكرية العربية.
ولد أول صاروخ «غراد» في العام 1963 وجرى توزيعه على دول أعضاء حلف وارسو وعلى حوالي خمسين دولة أخرى، كما منحت بعض الدول، ومنها تشيكوسلوفاكيا السابقة ومصر والجزائر وسوريا، امتياز تصنيعه على أراضيها.
ويعتبر صاروخ «غراد» نسخة متطورة عن صاروخ «كاتيوشا»، وهو مصنف في دائرة صواريخ أرض-أرض ويستمد ميكانيكية عمله من أول صاروخ ألقته ألمانيا على المدن البريطانية في الحرب العالمية الثانية(v-2). ووصل مدى صاروخ «غراد» بعد التطوير الأول إلى حدود 20 كيلومترا، كما أجريت تحسينات على فعالية قدرته التدميرية على الرغم من حجم عياره الصغير. وأبرز التطويرات التي أجريت طالت أسطوانة الانطلاق التي حفرت بشكل حلزوني كي تزيد من سرعته ودقة إصابته للهدف كما طالت أيضا المزيج المتفجر بأنواع مختلفة، بما فيها متفجرات كيميائية وجرثومية ونابالم.
وعلى الرغم من التطوير السريع على صواريخ «غراد»، والذي أجرته جيوش عديدة تملكها، إلا أنه يعتبر بنظر الخبراء العسكريين، سلاحا مشكوكا بقدرته على إصابة الأهداف، لكن العدد الكبير من الصواريخ المنطلقة من «أرغن ستالين» تبقى قادرة على تغطية مساحة واسعة من التدمير. والمعروف أن «أرغن ستالين» يطلق أربعين صاروخا من عيار 122 ملم (عشرة صواريخ في كل مرتبة) وبواسطة الرشق السريع في خلال دقيقة واحدة مما يجعل الهدف المطلوب تحت رحمة الصواريخ المنطلقة «قصف عشواء» لتغطية محيط جغرافي محدد.
وتبلغ حمولة منصة الإطلاق مع الصواريخ 13,7 طنا يخدمها من خمسة إلى سبعة عناصر، أما عملية الإطلاق فتتم من مسافة 60 مترا بواسطة كابل تفجير خاص.